# Església de l'Assumpció (Calaceit)
L'església de l'Assumpció de Calaceit (Matarranya) és una església de planta de saló construïda amb maçoneria combinada amb carreus a finals del segle xviii partint de models renaixentistes. Forma un volum potent, tot i que costa d'apreciar des dels estrets carrers del centre del poble.

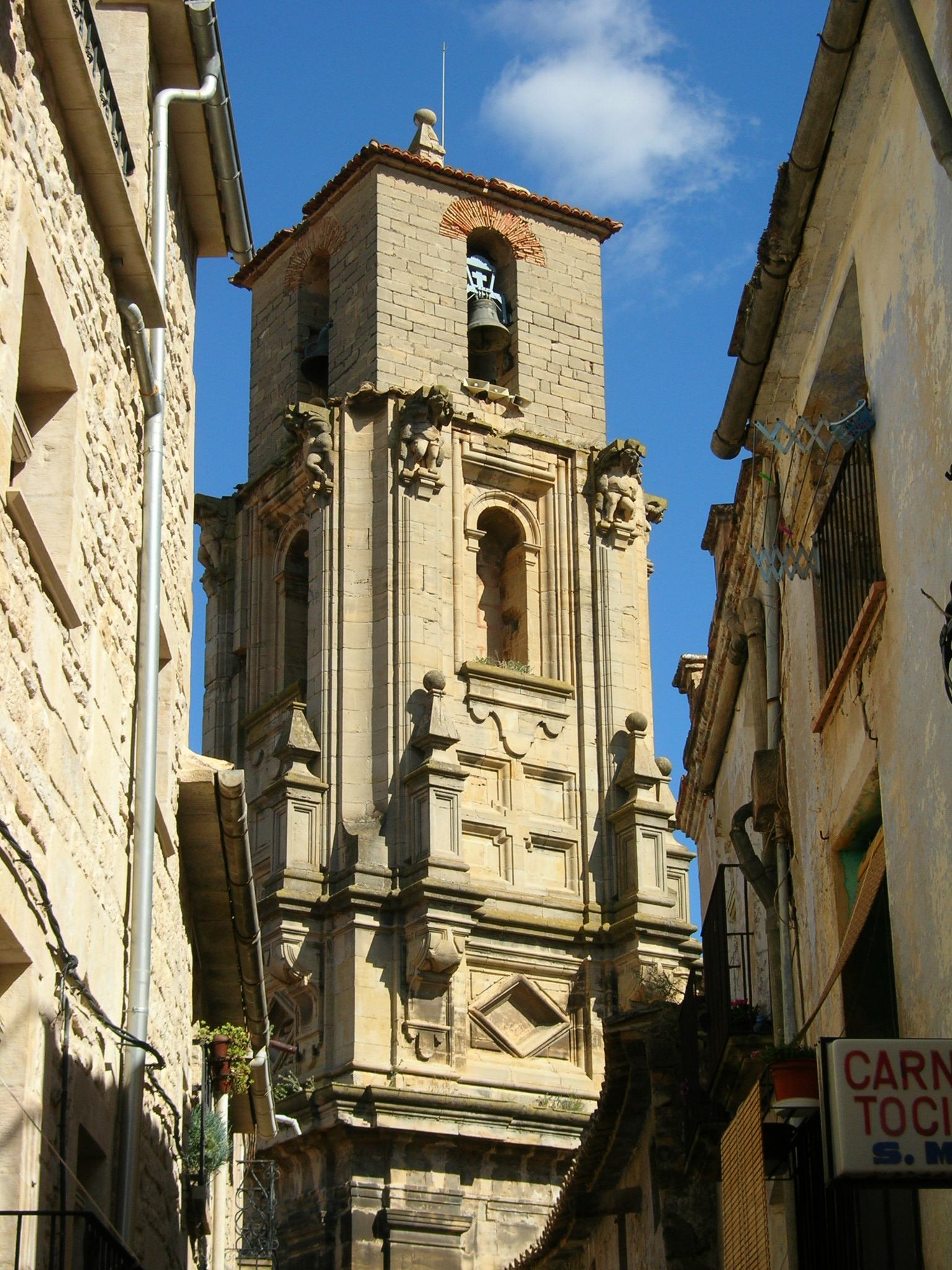
Campanar.

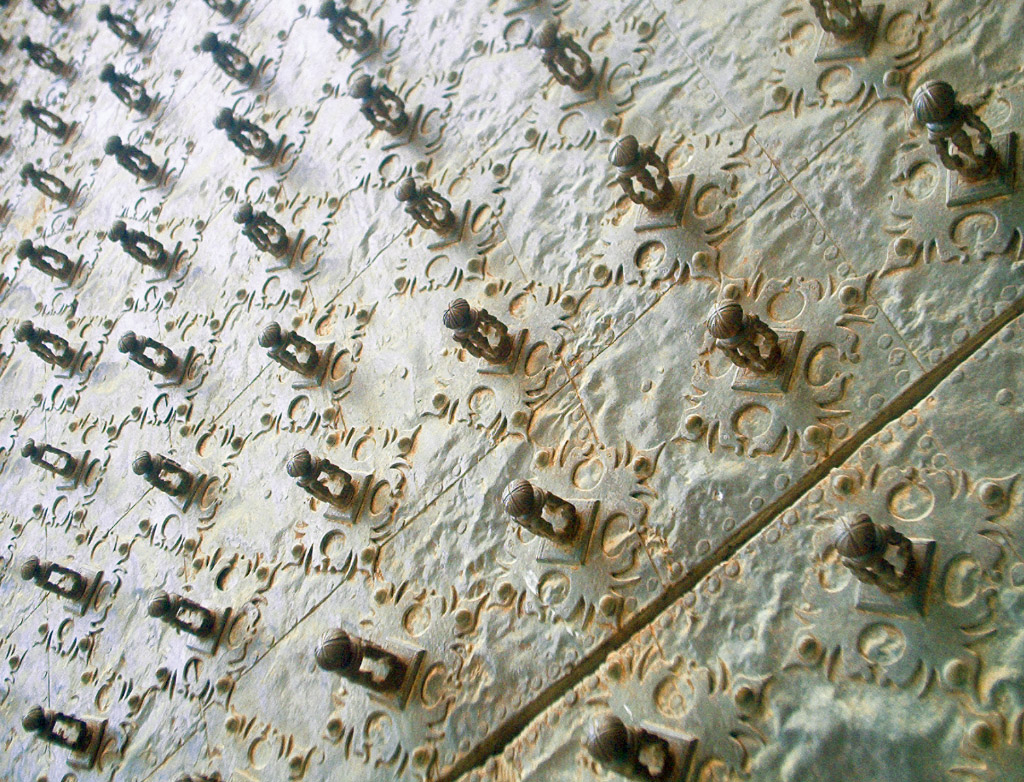
De les portes destaquen els claus filigranats.

Consta de tres naus de la mateixa altura, que produeixen un espai interior diàfan i lluminós (en això consisteix la planta de saló), i estan separades per grans pilars amb secció en forma de creu, formats per l'addició de pilastres semicilíndriques a les quatre cares. Té capelles laterals entre els contraforts. El creuer es marca en altura però no en planta. La capçalera és formada per una capella major, de la mateixa amplada que la nau central, i dues capelles que són prolongació de les naus laterals.
Té una façana barroca de gran plasticitat, amb una portalada triple rematada per un frontó triangular, amb enormes columnes salomòniques a banda i banda, i rematat per una fornícula amb la imatge de la Mare de Déu.
En un angle s'aixeca la torre del campanar, amb els dos cossos inferiors del segle xviii i el superior, amb les campanes, posterior. En la distància també destaca la llanterna sobre la cúpula que cobreix el creuer.
L'edifici es va construir sobre les ruïnes de l'anterior església de Santa Maria del Pla, dels segles xiii i xiv.